# Befehlshaber der Linienschiffe
Der Befehlshaber der Linienschiffe (B. d. L.) war eine Kommandobehörde der Reichsmarine und Kriegsmarine.

## Geschichte
Am 1. Januar 1930 wurden in der Reichsmarine die vier noch in Dienst befindlichen Linienschiffe unter den neu eingerichteten Befehlshaber der Linienschiffe zusammengefasst. Für die Einrichtung wurde der Befehlshaber der Seestreitkräfte der Nordsee und der 2. Admiral der Linienschiffsdivision verwendet. Die Unterstellung erfolgte unter das Flottenkommando. Zeitgleich wurde der Befehlshaber der Aufklärungsstreitkräfte, ebenfalls dem Flottenkommando unterstellt, eingerichtet.
Die Linienschiffe des Verbandes nahmen in der Folge an jährlichen Flottenreisen teil.
Als im April 1933 die ersten beiden Panzerschiffe der Deutschland-Klasse in Dienst gestellt wurden, erfolgte, wie auch beim dritten Panzerschiff, die Unterstellung unter den Befehlshaber der Linienschiffe.
Da später die Linienschiffe größtenteils außer Dienst gestellt wurden und mittlerweile drei Panzerschiffe im Dienst waren, wurde im Oktober 1936 die Dienststelle in den Befehlshaber der Panzerschiffe umbenannt.

## Gliederung
- Schleswig-Holstein (Flottenflaggschiff)
- Schlesien (Flaggschiff des B. d. L. bis September 1935)
- Elsass (bis Februar 1930)
- Hessen (bis 1934)
- Deutschland (Panzerschiff, ab April 1933)
- Admiral Scheer (Panzerschiff, ab April 1933)
- Admiral Graf Spee (Panzerschiff, ab Januar 1936)
- Meteor (Flottentender)

## Befehlshaber
- Vizeadmiral Walther Franz: Januar/Februar 1930
- Konteradmiral Richard Foerster: von Februar 1930 bis September 1932
- Kapitän zur See/Konteradmiral Max Bastian: von September 1932 bis September 1934
- Konteradmiral Rolf Carls: von September 1934 bis September 1936, anschließend Befehlshaber der Panzerschiffe